# Angus MacLane
 (juillet 2025).
Angus MacLane né le 13 avril 1975 est un scénariste, réalisateur, animateur et un acteur américain.

## Biographie
Angus MacLane a travaillé chez Pixar Animation Studios de 1997 à 2023. On le connaît pour avoir écrit et réalisé le court-métrage Mini Buzz, le moyen-métrage télévisé Toy Story : Angoisse au motel, ainsi que le co-réalisateur de la suite du film Le Monde de Nemo : Le Monde de Dory. Il a également été le réalisateur et le scénariste du film Buzz l'Éclair (Lightyear), centré sur les origines du personnage de Buzz l'Éclair. Mais en raison de l’échec commercial de son film, il se fait licencier des studios Pixar.

## Filmographie

### Réalisateur et scénariste

#### Courts-métrages
- 2011 : Mini Buzz (Small Fry)

#### Moyens-métrages
- 2013 : Toy Story : Angoisse au Motel (Toy Story of Terror)

#### Longs-métrages
- 2016 : Le Monde de Dory (Finding Dory)
- 2022 : Buzz l'Eclair (Lightyear)